# Eulimella polita
Eulimella polita är en snäckart som först beskrevs av Addison Emery Verrill 1872.  Eulimella polita ingår i släktet Eulimella och familjen Pyramidellidae. Inga underarter finns listade i Catalogue of Life.